# دوغ بولستورف
دوغ بولستورف (بالإنجليزية: Doug Bolstorff)‏ مواليد 29 أكتوبر 1931، هو لاعب كرة سلة أمريكي سابق. بدأ مسيرته الاحترافية في سنة 1957. تم اختياره من قبل فريق ديترويت بيستونز خلال الدرافت. حمل الرقم 8. يبلغ طوله 6 قدم 4 بوصة (1.9 م). اعتزل اللعب في 1958.

## روابط خارجية
- دوغ بولستورف على موقع إن بي أي (الإنجليزية)
- دوغ بولستورف على موقع سبورتس رفرنس (الإنجليزية)
- دوغ بولستورف على موقع كلية كرة السلة في سبورتس رفرنس.كوم (الإنجليزية)
- دوغ بولستورف على موقع ريلجم (الإنجليزية)
- دوغ بولستورف على موقع بروبوليرز (الإنجليزية)